# Alpy Centralne
Alpy Centralne (niem. Zentralalpen, Zentrale Ostalpen; wł. Alpi Centro-orientali) – jeden z trzech sektorów Alp Wschodnich. Rozciągają się od jeziora Como i przełęczy Splügen we Włoszech i Szwajcarii w kierunku zachodnim i północno-zachodnim, aż do brzegu Alp na południe od Wiener Neustadt w Austrii Dolnej. Najwyższym szczytem Alp Centralnych, a zarazem całych Alp Wschodnich jest Piz Bernina (4049 m n.p.m.).

## Topografia
Północną granicę Alp Centralnych wyznacza linia biegnąca (idąc od zachodu) przez dolinę Klostertal w Vorarlbergu, przełęcz Alberg, dolinę rzeki Inn w sąsiedztwie Innsbrucka, dolinę górnego biegu rzeki Salzach, wzgórza w okolicy miejscowości Wagrein, górny odcinek doliny rzeki Anizy, przełęcz Schoberpass, do obniżenia rzek Mury i Mürz w landzie Styria, przełęcz Semmering. Południowa granica Alp Centralnych pokrywa się mniej więcej z tzw. linią Gailtalu, wschodnią i zachodnią doliną Pustertal oraz tzw. linią tonalitową stanowiącą przedłużenie linii Gailtalu w kierunku zachodnim.
Alpy Centralne rozdzielają Północne Alpy Wapienne i Południowe Alpy Wapienne od których różnią się budową geologiczną. Alpy Centralne stanowią 'rdzeń Alp'; w ich obrębie znajdują się najwyższe alpejskie szczyty. Część grani głównej Alp Centralnych, zarazem grani głównej całych Alp, między Dreiherrnspitze na wschodzie a Pass Lunghin na zachodzie, wyznacza dział wodny między zlewiskiem Morza Czarnego (dorzecze Dunaju), a zlewiskiem Adriatyku.
Na wschodzie najdalej wysunięte punkty znajdują się na Węgrzech w okolicach miast Sopron (Góry Soprońskie) i Kőszeg (Wzgórza Kőszeg).

## Geologia
Alpy Centralne zbudowane są ze starych, silnie zmetamorfizowanych skał (gnejsy, łupki mikowe, łupki krystaliczne), wydźwigniętych później na skutek ruchów tektonicznych. Wiek tych skał jest trudny do określenia na skutek daleko posuniętej metamorfizacji i stanowi przedmiot dyskusji. Wielu specjalistów uważa, że powstały one w erze paleozoicznej i wiążą ich powstanie z orogenezą kaledońską lub późniejszą orogenezą hercyńską. Niektórzy opowiadają się jednak za proterozoikiem, lub nawet za archaikiem twierdząc, że metamorfizacja i fałdowanie nastąpiły znacznie później w stosunku do pierwotnego sformowania osadów.
Z tektonicznego punktu widzenia budowa Alp Centralnych jest nadzwyczaj skomplikowana. Wydaje się, w erze paleozoicznej istniały tutaj jakieś góry, które ulegając erozji dały materiał do tworzenia skał osadowych w morzu powstałym tutaj na skutek transgresji morskiej. W okresie karbońskim nastąpiły ponadto potężne intruzje skał kwaśnych lub słabo kwaśnych, których pozostałościami są obecnie Nockberge, Granity Brixen, granodiorytowy masyw Berninagruppe, granodiorytowy masyw Rieserfernergruppe, tonalitowy masyw Alpi dell’Adamello e della Presanella, diorytowy masyw Bergell oraz tufy i porfiry w okolicach miasta Bozen w Południowym Tyrolu. Być może już wówczas rozpoczęły się procesy matamorfizacyjne głęboko położonych osadów. Późniejsze fałdowanie osadów paleozoicznych oraz młodszych od nich osadów mezozoicznych powiązane było często z oderwaniem ich podłoża. Występowały tu liczne nasunięcia i płaszczowiny.
Skały krystaliczne pokryte zostały osadowymi skałami mezozoicznymi, stanowiącymi dowód istnienia mezozoicznej transgresji morskiej. Osady mezozoiczne w zdecydowanej większości uległy erozji, lecz ich fragmenty znaleźć można w obrębie okien tektonicznych. Na skutek nasunięć o charakterze regionalnym występujących podczas formowania Alp Wschodnich, co miało miejsce pod koniec mezozoiku, autochtoniczne skały metamorficzne zostały oderwane od podłoża, a następnie nasunięte częściowo na pozostałości pokrywy mezozoicznej. Na skutek późniejszych procesów erozyjnych istniejące płaszczowiny zostały częściowo porozrywane, w wyniku czego powstały okna tektoniczne: Tauryjskie Okno Tektoniczne oraz Engadyńskie Okno Tektoniczne. W oknach tych mezozoiczne skały jurajskie wychodzą spod znacznie starszych skał metamorficznych. Jednakże oś Tauryjskiego Okna Tektonicznego stanowią stare gnejsy i łupki krystaliczne, a skały mezozoiczne znajdują się na ich obrzeżu. Wskazuje to na istnienie nasunięć o charakterze antyklinalnym, których jądra zbudowane są z oderwanych starych skał metamorficznych. Większość specjalistów przyjmuje jednak, że metamorficzne skały Alp Centralnych stanowią produkt bardziej lub mniej zaawansowanej metamorfizacji skał osadowych (paleozoicznych i mezozoicznych) tworzących płaszczowiny wchodzące w skład tzw. jednostek penińskich.
Granice geologiczne między Alpami Centralnymi a Alpami Wapiennymi są wyraźne i silnie zaznaczone w terenie. Północną granicę Alp Centralnych oddzielającą je od Północnych Alp Wapiennych stanowi potężny, regionalny, położony niemal równoleżnikowo Uskok Salzach-Aniza. Jest on otoczony paleozoiczną strefą szarogłazową. W jej obrębie mają swoje koryta górne, równoleżnikowo przebiegające odcinki rzek Salzach oraz Aniza.
Natomiast południową granicę między Alpami Centralnymi a Alpami Wapiennymi stanowi przebiegająca również równoleżnikowo, licząca setki kilometrów długości, regionalna Linia Gailtalu i jej przedłużenie – linia tonalitowa. W jej otoczeniu oprócz szarogłazów znajdują się wychodnie skał permskich, karbońskich, dewońskich, a nawet sylurskich i ordowickich. Wskazuje to, że skały metamorficzne Alp Centralnych musiały być sformowane najpóźniej w paleozoiku. Być może uległy one późniejszemu pofałdowaniu i wtórej metamorfizacji w wyniku procesów górotwórczych orogenezy alpejskiej. Problem jest jednak dyskusyjny, gdyż część specjalistów uważa, że procesy metamorfizacyjne związane były bezpośrednio z fałdowaniem alpejskim.
W czasie formowania Alp Alpy Centralne zostały wypiętrzone setki (tysiące?) metrów w stosunku do Północnych i Południowych Alp Wapiennych. Wypiętrzenie odbyło się na linii wielkich uskoków regionalnych (uskok Salzach-Aniza, linia Gailtalu). W rezultacie znacznego wypiętrzenia Alpy Centralne poddane zostały silnej erozji. Przyjmuje się, że erozja ta spowodowała usunięcie niemal całego mezozoicznego pokrycia Alp Centralnych, mającego pierwotnie postać głównie wapieni i dolomitów nasuniętych w postaci skomplikowanego systemu płaszczowin wchodzących w skład tzw. jednostek austryjskich. W rezultacie wapienie i dolomity tworzące Alpy Wapienne występują w postaci niemal śladowej na terenie Alp Centralnych.

## Podział Alp Centralnych na pasma

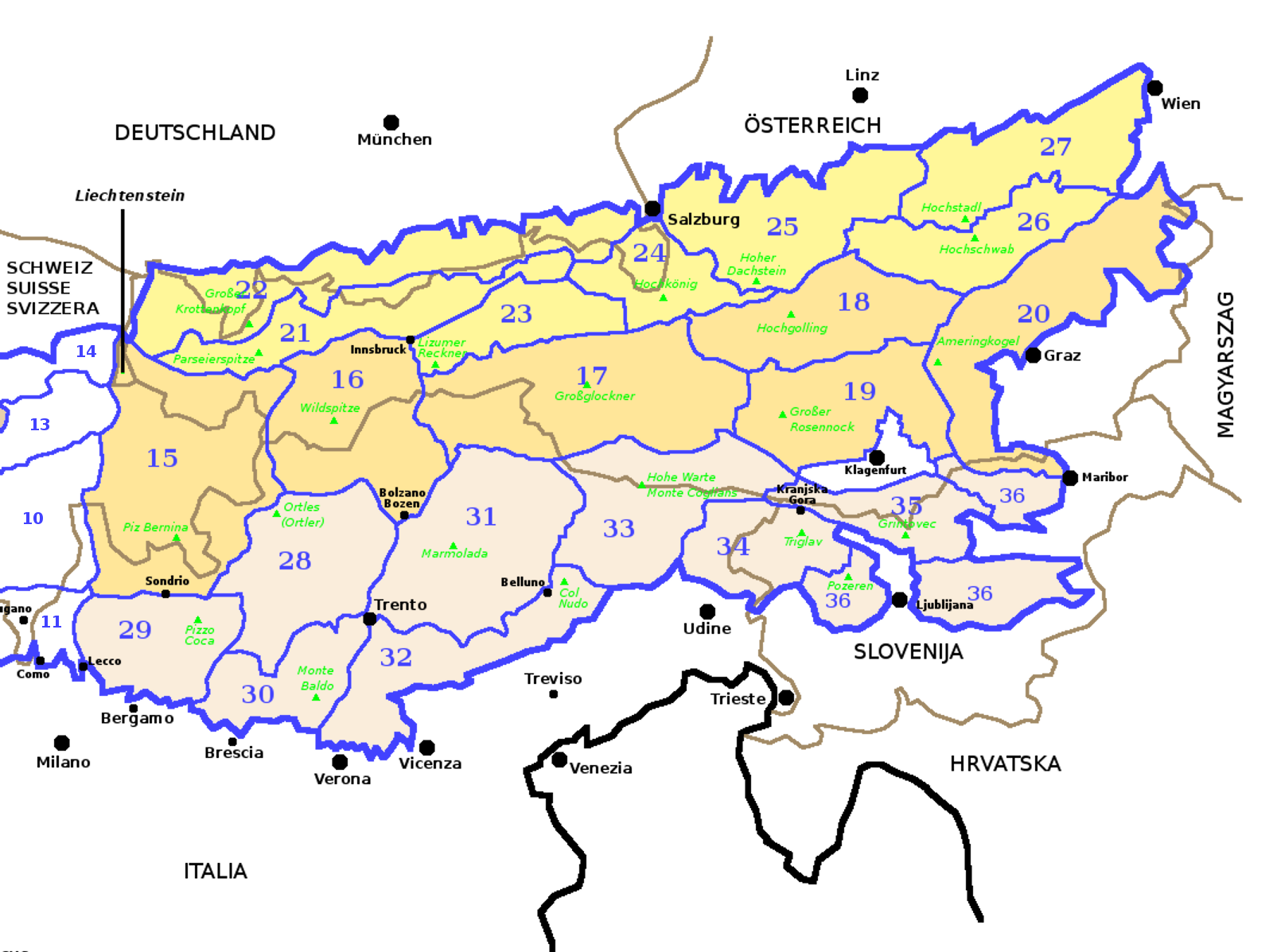
Alpy Centralne oznaczone numerami 15-20

### wedługSOIUSA
- 15. Zachodnie Alpy Retyckie
- 16. Wschodnie Alpy Retyckie
- 17. Zachodnie Taury
- 18. Wschodnie Taury
- 19. Alpy Styrii i Karyntii
- 20. Prealpy Styrii

### inny podział

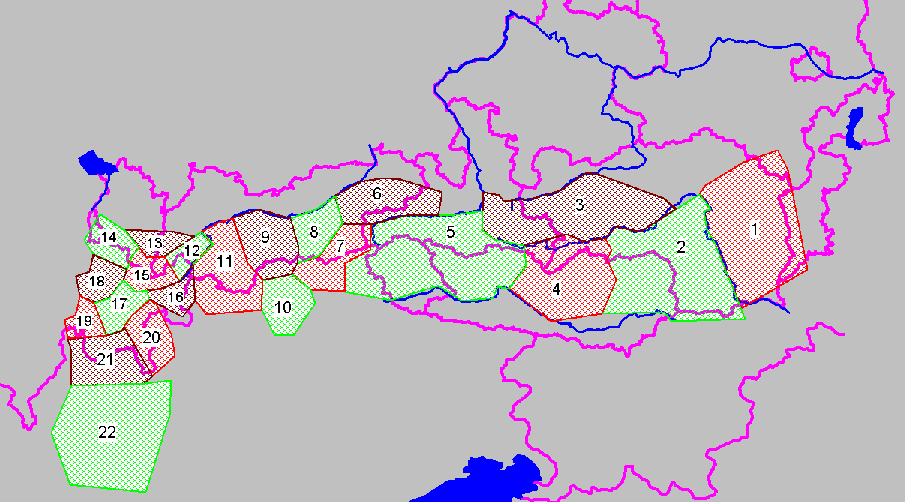
Grupy górskie Alp Centralnych
(kolorem fioletowym zaznaczono granice państw oraz austriackich krajów związkowych)

1. Randgebirge östlich der Mur („przedgórze na wschód od rzeki Mury”: Hochwechsel, Alpy Fischbachskie, Grazer Bergland)
2. Lavanttaler Alpen
3. Niskie Taury
4. Nockberge
5. Wysokie Taury, Rieserferner
6. Alpy Kitzbühelskie
7. Alpy Zillertalskie
8. Tuxer Alpen
9. Stubaier Alpen
10. Sarntaler Alpen
11. Alpy Ötztalskie
12. Samnaungruppe (fragment Alp Retyckich)
13. Ferwall (fragment Alp Retyckich)
14. Rätikon (fragment Alp Retyckich)
15. Silvretta (fragment Alp Retyckich[3])
16. Sesvennagruppe (fragment Alp Retyckich)
17. Albula-Alpen (fragment Alp Retyckich)
18. Plessur-Alpen (fragment Alp Retyckich)
19. Oberhalbsteiner Alpen (fragment Alp Retyckich)
20. Alpi di Livigno (fragment Alp Retyckich)
21. Bernina-Alpen (fragment Alp Retyckich)
22. Alpy Bergamskie